# 纳延泰
纳延泰（？—1762年），清朝大臣，萨尔图克氏，蒙古正白旗人。
雍正十三年（1735年）十月，以理藩院右侍郎在總理事務處辦差。乾隆二年（1737年）十一月恢復軍機處，為辦理軍機大臣。担任《清世宗实录》副总裁。在军机处执笔蒙古文文书。官至理藩院尚书，加太子少保。纳延泰经常到蒙古辦差，到新疆办理军务。乾隆二十一年（1756年）八月，赴任北路军营。乾隆二十五年（1760年），不奏喀尔喀台吉沁多尔济规避军事，又事連平郡王庆恒欺君，纳延泰被革职。后起复，终為理藩院侍郎。

## 家庭
- 子惠龄，陕甘总督。
- 子长龄，文华殿大学士。